# Радио Пингвин
Радио Пингвин је београдска радио-станица настала средином јесени 1991. године. Почела је са радом искључиво као музичка радио-станица, да би после месец дана кренуле и ауторске радио-емисије: Шест лаких комада, Облак у бермудама, Топ листа „Иди ми, дођи ми“, 1001 ноћ радио „Пингвина“ и друге.
Окупила је тадашњи крем радијског и телевизијског водитељства: Дача Коцјан, Ивана Бојић, Дуле Национале, Диди, Лејла и други. Од 2011. године, Пингвин прелази у власништво Радија С и почиње да пушта домаћу фолк музику, а од децембра 2015. године је постао Радио С3 (трећи програм Pадија С).